# Bill Clinton
Pour les articles homonymes, voir Bill Clinton (homonymie), Clinton et Blythe.
William Clinton, dit Bill Clinton [bɪl ˈklɪntən], né le 19 août 1946 à Hope (Arkansas), est un homme d'État américain, 42e président des États-Unis, en fonction du 20 janvier 1993 au 20 janvier 2001.
Membre du Parti démocrate, il est procureur général de l'Arkansas de 1977 à 1979, puis gouverneur de l'Arkansas de 1979 à 1981 et à nouveau de 1983 à 1992. En 1975, il se marie avec Hillary Rodham, secrétaire d'État des États-Unis de 2009 à 2013 et candidate démocrate à la présidence en 2016, qu'il rencontre pendant ses études à Yale.
Son mandat à la Maison-Blanche est marqué par la plus longue période d'expansion économique en temps de paix de l'histoire moderne américaine, par la ratification de l'Accord de libre-échange nord-américain (ALENA), par l'intervention armée Uphold Democracy en Haïti, par les accords d'Oslo entre Israël et la Palestine, par l'intervention des troupes de l'OTAN dans les guerres de Yougoslavie, par le premier attentat contre le World Trade Center à New York (1993) et par les attentats contre les ambassades américaines au Kenya et en Tanzanie (1998).
Sa présidence est aussi ponctuée d'un certain nombre d'affaires comme le scandale du Whitewater et celui de l'affaire Lewinsky, qui lui vaut d'être l'objet devant le Congrès d'une procédure d'impeachment qui n'aboutit pas. Symbole des Nouveaux démocrates, il est ouvert à la déréglementation dans les secteurs de l'agriculture et des télécommunications. Sa présidence se déroule avec un Congrès dominé par les démocrates, puis les républicains à partir de 1995 à la suite de la révolution républicaine.
Après avoir quitté la Maison-Blanche avec une cote de popularité élevée, il lance et prend la direction de la fondation Clinton, tout en s'impliquant dans le domaine humanitaire. En 2009, il est nommé émissaire spécial de l'ONU pour Haïti par Ban Ki-moon. Il reste également actif au sein du Parti démocrate, prenant part aux campagnes présidentielles de sa femme en 2008 et 2016.

## Situation personnelle

### Naissance et origines

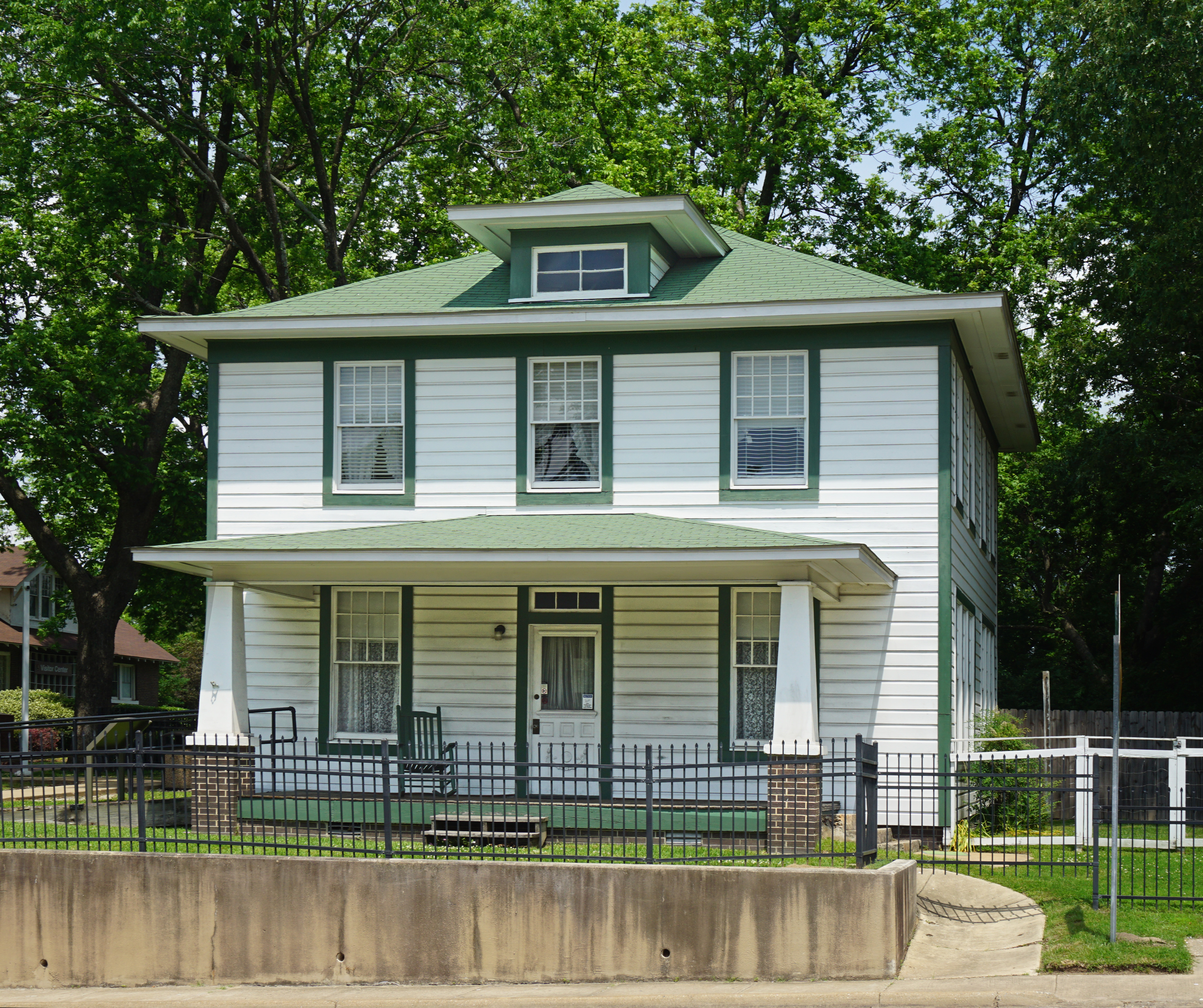
La maison où est né Bill Clinton.

William Jefferson Clinton naît à Hope, dans le sud-ouest de l'Arkansas. Son nom de naissance est William Jefferson Blythe III, le même nom que son père, William Jefferson Blythe, Jr. (1918-1946), un commercial itinérant tué dans un accident de voiture trois mois avant sa naissance. Après l'accident, sa mère, Virginia Cassidy (1923-1994), déménage à la Nouvelle-Orléans (Louisiane) pour ses études d'infirmière, laissant son bébé à sa famille. Ce dernier grandit avec ses grands-parents, Eldridge et Edith Cassidy, jusqu'à ce que sa mère revienne 4 ans plus tard. Elle se marie à Roger Clinton Sr. (1908-1967), qui adopte son fils Bill. Celui-ci adopte le nom de famille de son beau-père à l'âge de 15 ans. Bill Clinton décrit son beau-père comme joueur, alcoolique et battant régulièrement sa mère et son demi-frère Roger Clinton Jr. (né en 1956).

### Études et formation
Bill Clinton est un bon élève, joueur de saxophone. Il pense même devenir musicien professionnel. Alors qu’il est au lycée, il fait partie d'une délégation d’élèves sélectionnés pour leur mérite et invités à la Maison-Blanche. Il y rencontre le président John Fitzgerald Kennedy et on dit que cet événement est le catalyseur de son envie d’entrer en politique. Pendant sa jeunesse, il est brièvement membre de DeMolay, qui est une organisation de jeunesse paramaçonnique américaine.
Bien qu’originaire d'une famille pauvre, il réussit à obtenir son diplôme de politique internationale à l'université de Georgetown. Parmi ses professeurs figure Carroll Quigley. Il reçoit une bourse Rhodes qui lui permet d'aller étudier à l'université d'Oxford au Royaume-Uni pendant deux ans. Il revient à l'université Yale pour faire ses études de droit. Il y rencontre Hillary Rodham avec qui il se marie en 1975 ; ils auront une fille, Chelsea Clinton, née en 1980.

## Ascension politique

### Débuts

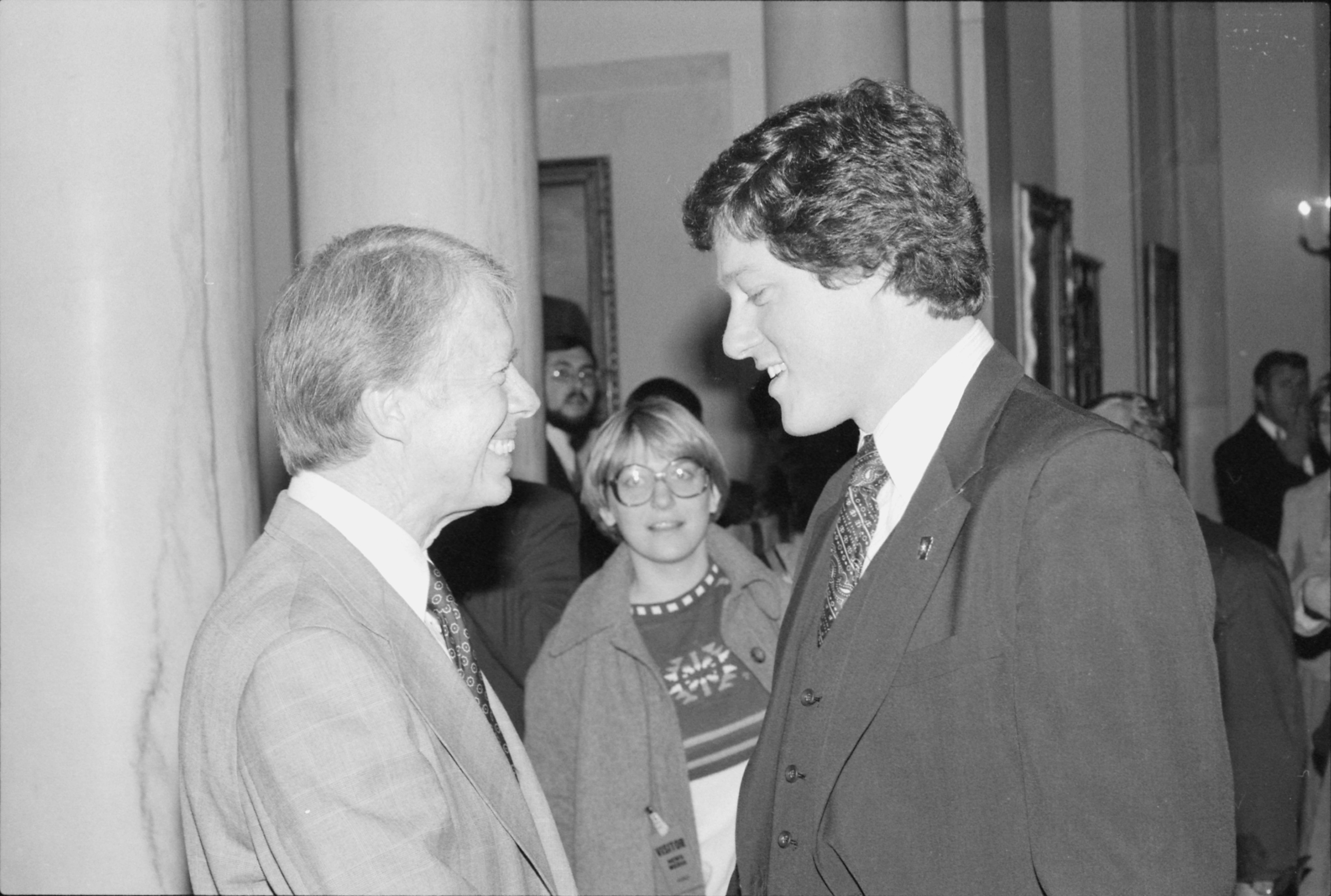
Le président Jimmy Carter et Bill Clinton, en 1978.

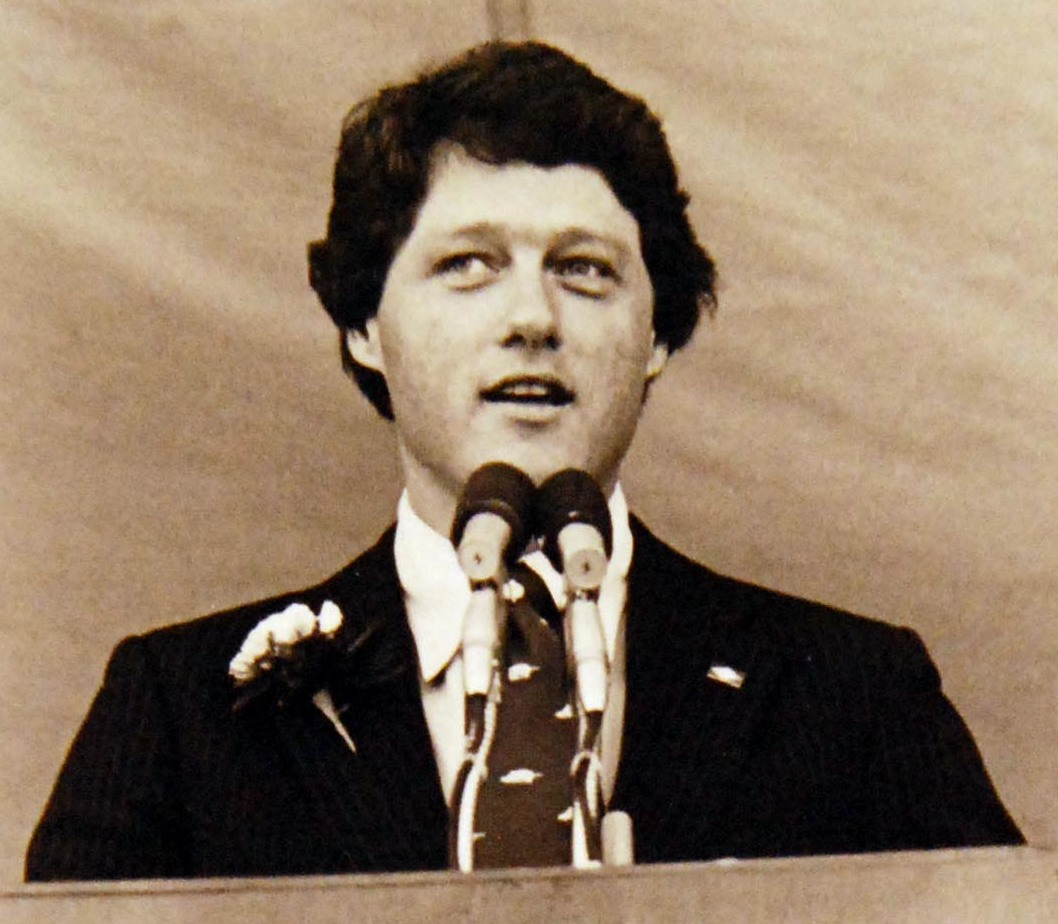
Bill Clinton, gouverneur de l'Arkansas, en 1980.

Clinton commence par être professeur de droit à l’université de l'Arkansas et tente, sans succès, d’être élu à la Chambre des représentants.

### Procureur puis gouverneur de l'Arkansas
Il est élu procureur général de l'Arkansas en 1976 puis gouverneur de l'Arkansas en 1978. À 32 ans, il est alors le plus jeune gouverneur d’un État. Son premier mandat n’est pas facile, car il fait adopter une loi impopulaire créant une vignette sur les automobiles et doit gérer la crise causée par la fuite de prisonniers cubains, immigrés illégaux détenus dans une prison de l’État. Sa femme décide aussi de conserver son « nom de jeune fille » dans un État plutôt conservateur, alors qu’elle doit remplir le rôle d’hôtesse dans les réceptions officielles. Toutes ces raisons font que Clinton n'est pas réélu en 1980 pour un second mandat de deux ans et laisse son poste à Frank D. White, un républicain.

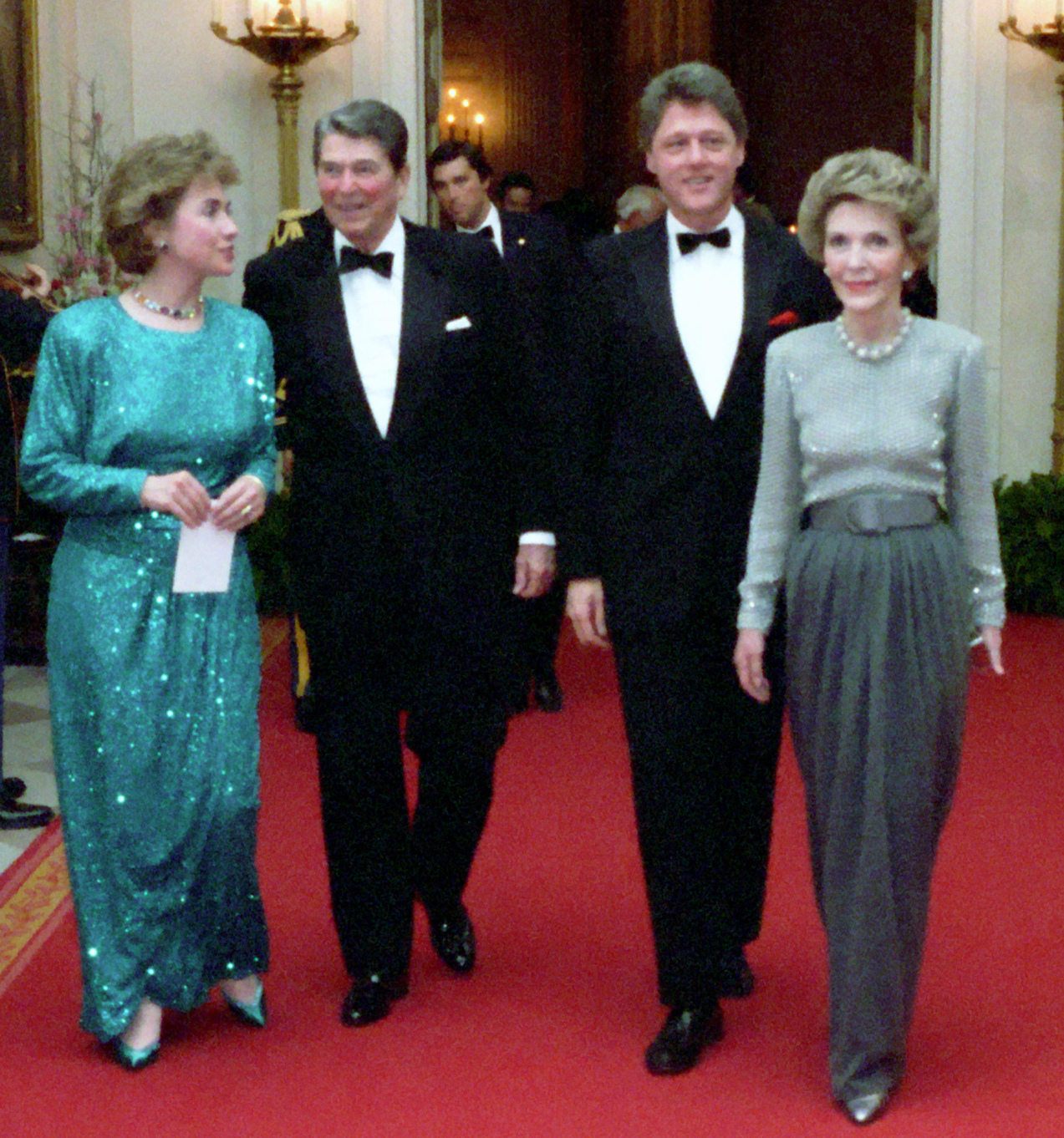
Bill Clinton et son épouse, aux côtés du couple présidentiel Reagan, en 1987.

Clinton comprend ses erreurs et renoue de bonnes relations avec les entrepreneurs et les personnalités politiques en place. Sa femme porte son nom et adopte une attitude plus traditionnelle, tout en continuant à s’intéresser à la politique au travers de son emploi d'avocat. En 1982, Bill Clinton se présente de nouveau et prend sa revanche sur Frank D. White. Il est ensuite réélu en 1984, pour un mandat de deux ans et, après l'entrée en vigueur de l'amendement 63 à la constitution de l'Arkansas, en 1986 et 1990 pour des mandats de quatre ans. Grâce à ses contacts amicaux avec les entrepreneurs, il réussit à amadouer ses critiques. Il a pour priorité l'éducation dont il augmente le budget. Sous sa gouvernance, le chômage baisse et l'Arkansas se développe. Les résultats de l'Arkansas en matière de santé, de réduction de la pauvreté, d'éducation, d'emploi et de développement dépassent la moyenne nationale.

## Élection présidentielle de 1992

### Investiture du démocrate
Désigné candidat du parti démocrate à l'élection présidentielle de 1992 contre le président républicain sortant, George H. W. Bush, il choisit Al Gore comme colistier, bien que ce dernier soit aussi un homme politique issu d'un État du Sud.

### Campagne présidentielle
La campagne électorale est pleine d'attaques personnelles, car Clinton s'est fait réformer pour ne pas accomplir son service militaire, admet avoir fumé de la marijuana mais sans en avoir avalé la fumée, aurait eu plusieurs aventures avec des femmes de son entourage et aurait conclu quelques contrats douteux.

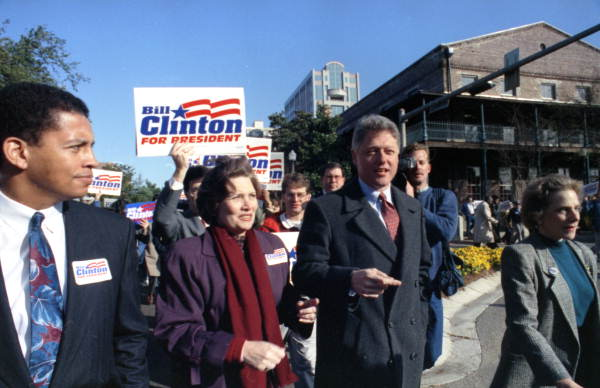
Bill Clinton en Floride, lors de sa campagne présidentielle de 1992.

### Victoire à l'élection générale
Le 3 novembre 1992, il est élu président avec une large majorité des grands électeurs (370 contre 168) mais seulement 43 % des suffrages contre 37,4 % à George Bush. Cette élection est en effet marquée par le score important d'un troisième candidat, l'homme d'affaires conservateur, Ross Perot, qui remporte 19 % des voix et prive Bush de majorité dans de nombreux États de l'Ouest et du Midwest. Bill Clinton est élu en promettant de réformer l'État-providence, de réduire les impôts pour la classe moyenne, de réduire les impôts pour 90 % des petits entrepreneurs, de les augmenter pour les 1,2 % des contribuables les plus aisés, d'étendre le crédit d'impôt sur les revenus pour les travailleurs pauvres. Son élection marque ainsi l'arrivée au pouvoir des Nouveaux démocrates, un courant centriste du Parti démocrate, prônant des positions sociales et culturelles plutôt conservatrices et des politiques fiscales proche des libéraux classiques, assez éloignées des prises de positions de George McGovern (en 1972) ou de Walter Mondale (en 1984).

## Président des États-Unis

### Premier mandat (1993-1996)

#### Investiture et débuts

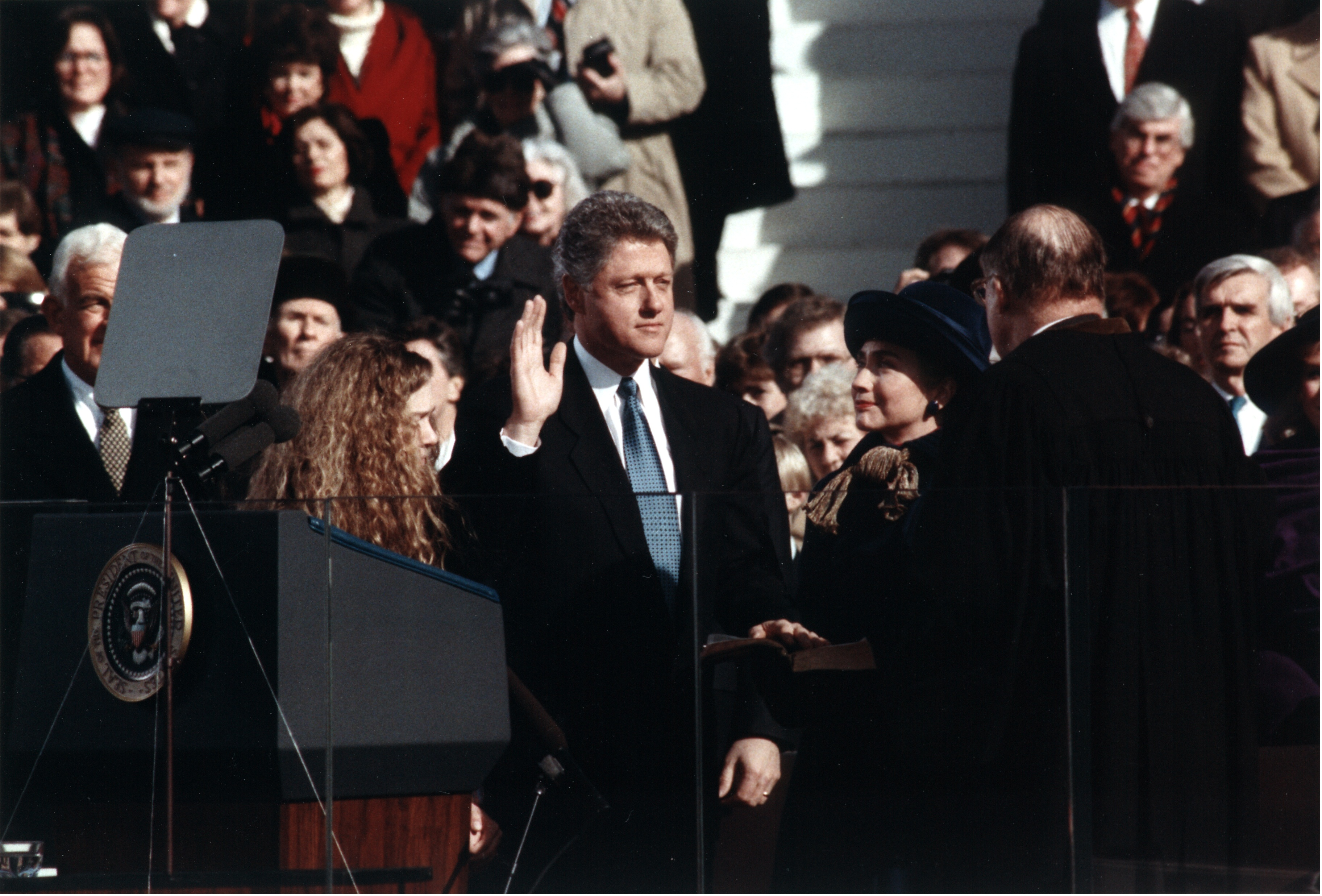
Bill Clinton prêtant serment sur la Bible, devant le Capitole à Washington le jour de son investiture, le 20 janvier 1993.

Le 20 janvier 1993, Bill Clinton prête serment en tant que 42e président des États-Unis, sous l'autorité du juge en chef William Rehnquist. Son discours d'investiture est l'occasion pour lui d'escamoter le mandat ambigu qu'il avait reçu des électeurs et son manque d'expérience politique à l'échelle nationale. Pour la rédaction de son texte, il s'inspira en grande partie de la Bible protestante, qu'il avait étudié tout au long de sa vie, de son passage à l'université catholique de Georgetown et des discours inauguraux de Ronald Reagan, Richard Nixon, John F. Kennedy, Jimmy Carter et Woodrow Wilson. Il insiste notamment sur la capacité des États-Unis à affronter les nouveaux enjeux constitués par la fin de la guerre froide et la mondialisation :

« Aujourd'hui, une génération élevée dans l'ombre de la guerre froide doit prendre de nouvelles responsabilités dans un monde réchauffé par le chaud soleil de la liberté, mais menacé par les anciennes haines et les nouvelles pestes […]. Des forces profondes et puissantes sont en train de secouer et de remodeler notre monde, et la question la plus urgente qui se pose à nous aujourd'hui est de savoir si nous pouvons faire en sorte que ce changement soit notre ami, et non notre ennemi […]. Il n'existe plus de distinction claire entre ce qui est étranger et ce qui est national. L'économie mondiale, l'environnement mondial, l'épidémie mondiale de sida, la course mondiale aux armements : tout cela nous affecte tous. »

#### Nouvelle administration

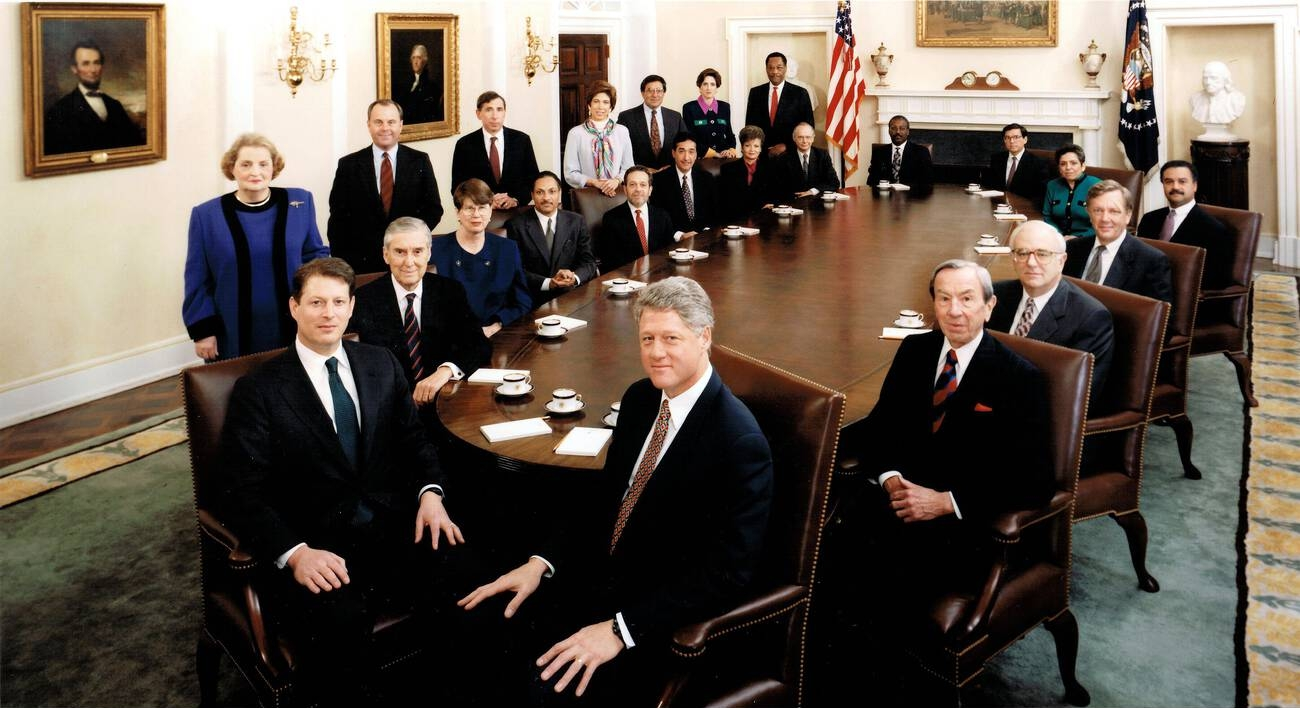
Bill Clinton et son administration, en 1993.

La mise en place de son gouvernement est assez chaotique, notamment dû au fait qu'il a nommé nombre de ses collaborateurs plus ou moins au dernier moment et que certains ne se sont pas révélés adaptés au poste, comme son chef de cabinet Mack McLarty, un ami très proche, qui est remplacé un an plus tard[réf. nécessaire]. La nomination de l'Attorney General des États-Unis est également difficile, où les deux premiers choix de Clinton, Zoë Baird et Kimba Wood, ont toutes les deux dû renoncer à la nomination pour avoir employé des étrangers en situation irrégulière.

#### Premières mesures
Le début de son mandat est marqué par plusieurs lois symboliques comme celle autorisant les salariés des grandes entreprises à s’absenter pour des motifs familiaux ou en cas d’urgence médicale et l'admission des homosexuels dans l’armée, en dépit de longues tergiversations avec le Pentagone (loi Don't ask, don't tell).

#### Style de gouvernement
Au début de son mandat, Clinton adopte un mode de gouvernement très personnel ; alors que ses prédécesseurs déléguaient leur autorité et travaillaient par la voie hiérarchique, Clinton s'appuie sur un nombre de confidents restreints, dont sa femme Hillary. C'est elle qui prépare un projet de loi sur la sécurité sociale et l'assurance maladie, permettant à tous les Américains une couverture maladie. Mais le projet est bloqué par le Congrès à majorité démocrate en partie en raison de sa complexité et de son aspect institutionnel. L'une des conséquences de cette politique est néanmoins le renversement de majorité dans les deux chambres du Congrès lors des élections de mi-mandat en novembre 1994.

#### Fin du mandat
Les disputes entre le président et le Congrès, désormais à majorité républicaine, à partir de janvier 1995, se traduisent par des retards dans le vote du budget et le gouvernement se trouve dans l'obligation de fermer tous les ministères pendant plusieurs jours. En effet, Clinton refuse de céder aux Républicains sur l'assainissement budgétaire et ces derniers finiront par adopter le budget proposé par Clinton.

### Deuxième mandat (1997-2001)

#### Réélection de 1996

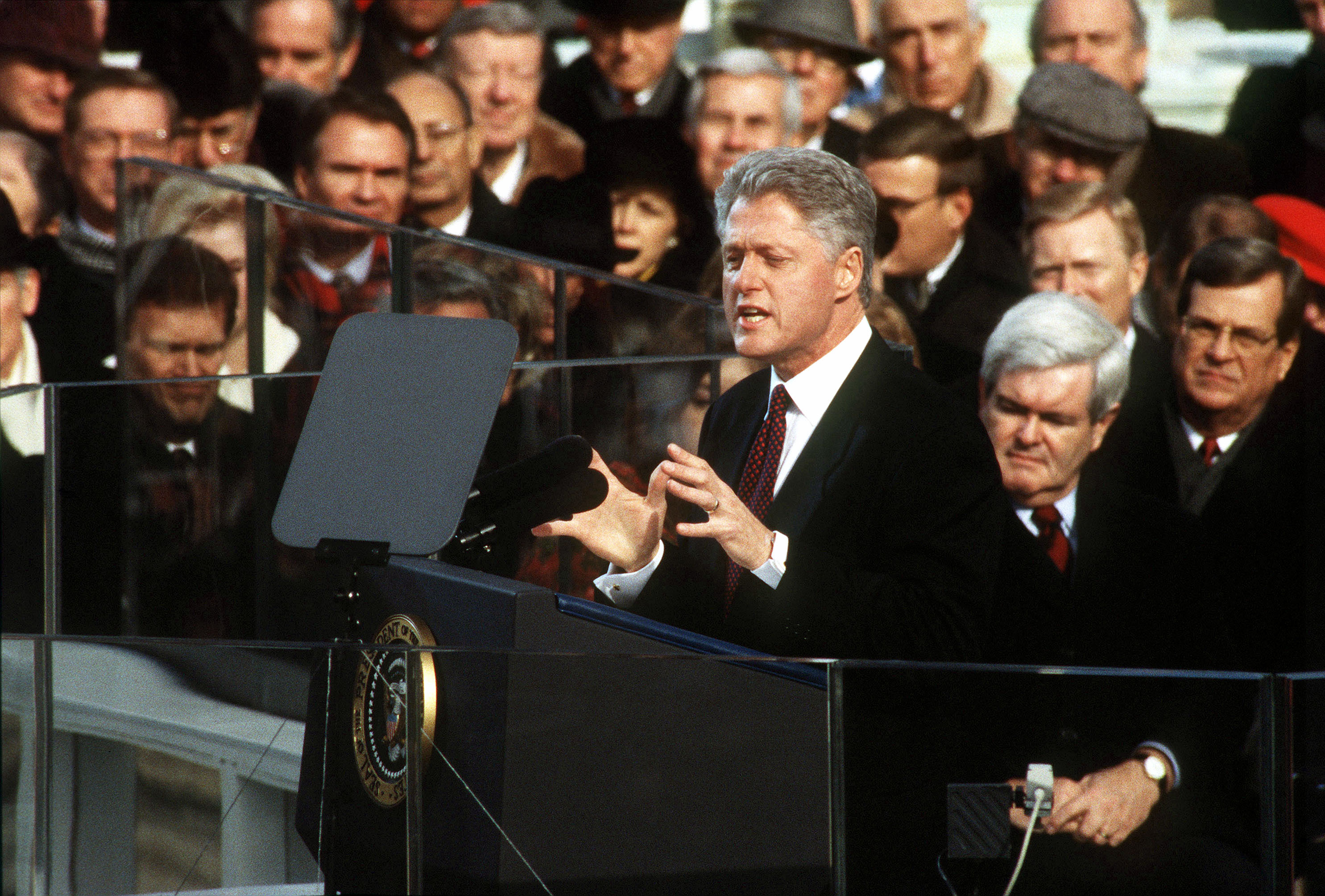
Le président Clinton, prononçant son discours inaugural de réelection, le 20 janvier 1997.

En 1996, l'économie étant forte et les sondages étant très favorables dès le début de la campagne (15 à 20 % d'écart), Clinton remporte facilement et sans surprise l'élection présidentielle face au républicain Bob Dole et à l'indépendant Ross Perot, moins influent que lors de sa précédente tentative,,. La majorité républicaine du Congrès est cependant renforcée. Ce dernier l'obligera à adopter un budget en équilibre pour la première fois depuis 1969, du temps du président Nixon. De plus, il fait voter une loi interdisant la vente d'armes d'assaut. Il augmente le nombre de policiers afin d'assurer la sécurité et crée un service civil volontaire. Il fait ensuite voter la loi sur les congés parentaux permettant aux salariés de prendre des congés pour la naissance d'un enfant ou la mort d'un proche. Il engage une lutte contre la drogue et la criminalité, et prend de nombreuses mesures en faveur de l'environnement et crée de nombreuses réserves naturelles.

#### Politique extérieure

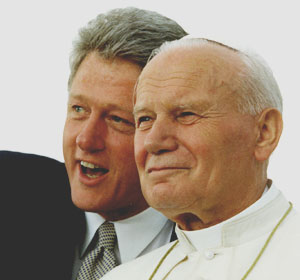
Bill Clinton et Jean-Paul II à Denver le 12 août 1993.

Clinton fait intervenir les forces armées des États-Unis à plusieurs reprises et en même temps réduit drastiquement le budget de la Défense. Depuis fin 1992, des troupes américaines sont engagées en Somalie dans le cadre de l'opération Restore Hope et tentent de ramener la stabilité dans le pays ; une opération visant à arrêter un chef de guerre local s'opposant aux actions de l'ONU tourne mal les 3 et 4 octobre 1993 et 18 soldats américains sont tués. Face à de violentes critiques à propos de ces morts, Clinton décida de retirer tous les militaires américains du pays.

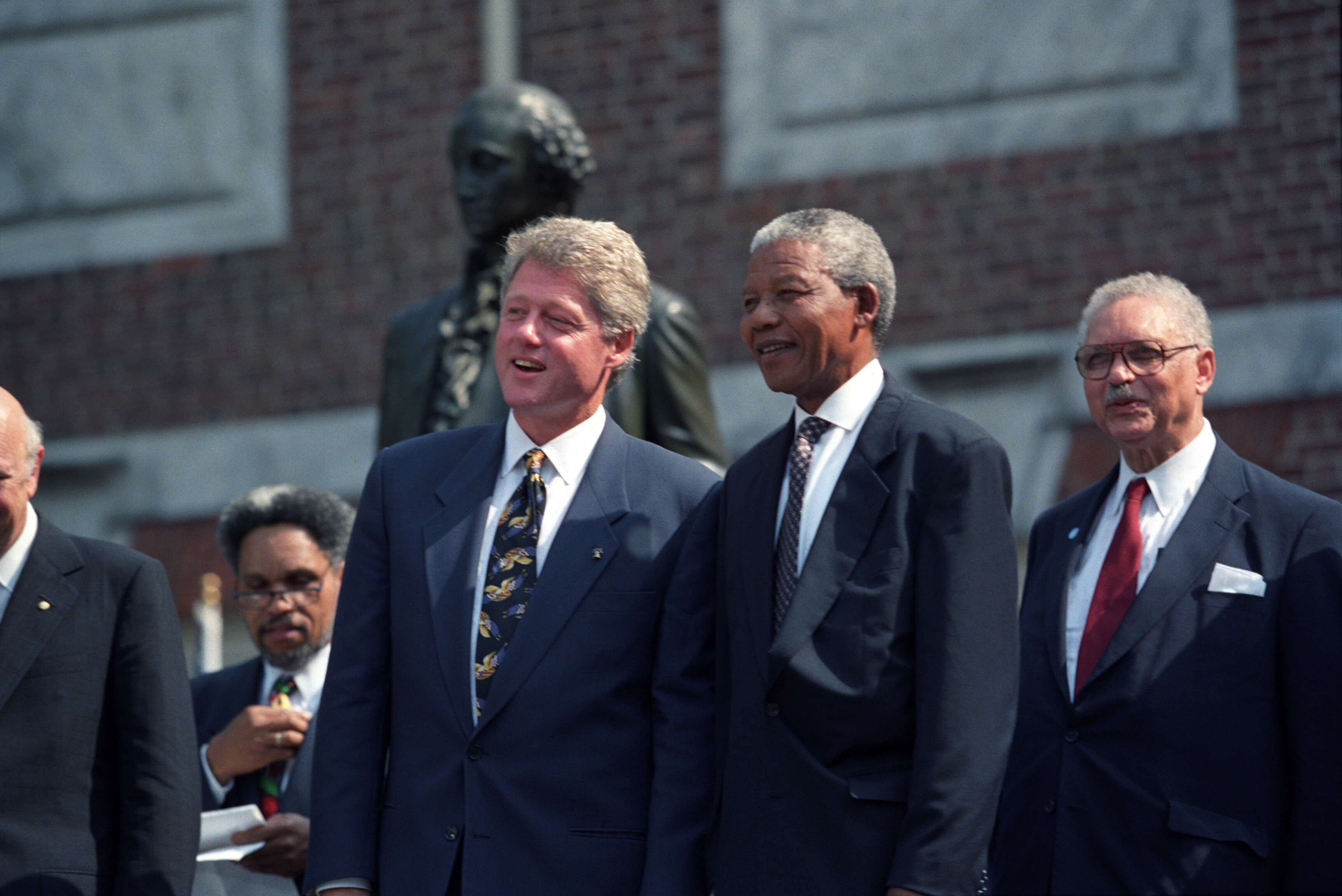
Bill Clinton et le président sud-africain Nelson Mandela, en juillet 1993.

Concernant l'Union européenne, Bill Clinton a déclaré lors de sa conférence de presse à Ankara qu'il continuerait à se faire l'avocat de l'entrée de la Turquie dans la construction européenne.
L'armée intervient aussi à Haïti en 1994 pour aider le président Jean-Bertrand Aristide, victime d'un coup d'État.
Les troupes américaines participent aussi aux missions de l'OTAN dans les guerres de Yougoslavie et de maintien de la paix au Kosovo. C'est sous l'impulsion de Clinton que l'OTAN organise des frappes aériennes sur la Serbie pour empêcher le nettoyage ethnique des musulmans bosniaques. L'administration Clinton est à l'origine du plan de paix dans les Balkans. Après ses mandats présidentiels, Bill Clinton inaugure le 20 septembre 2003, le Mémorial de Potocari-Srebrenica, où reposent des victimes du massacre de Srebrenica.

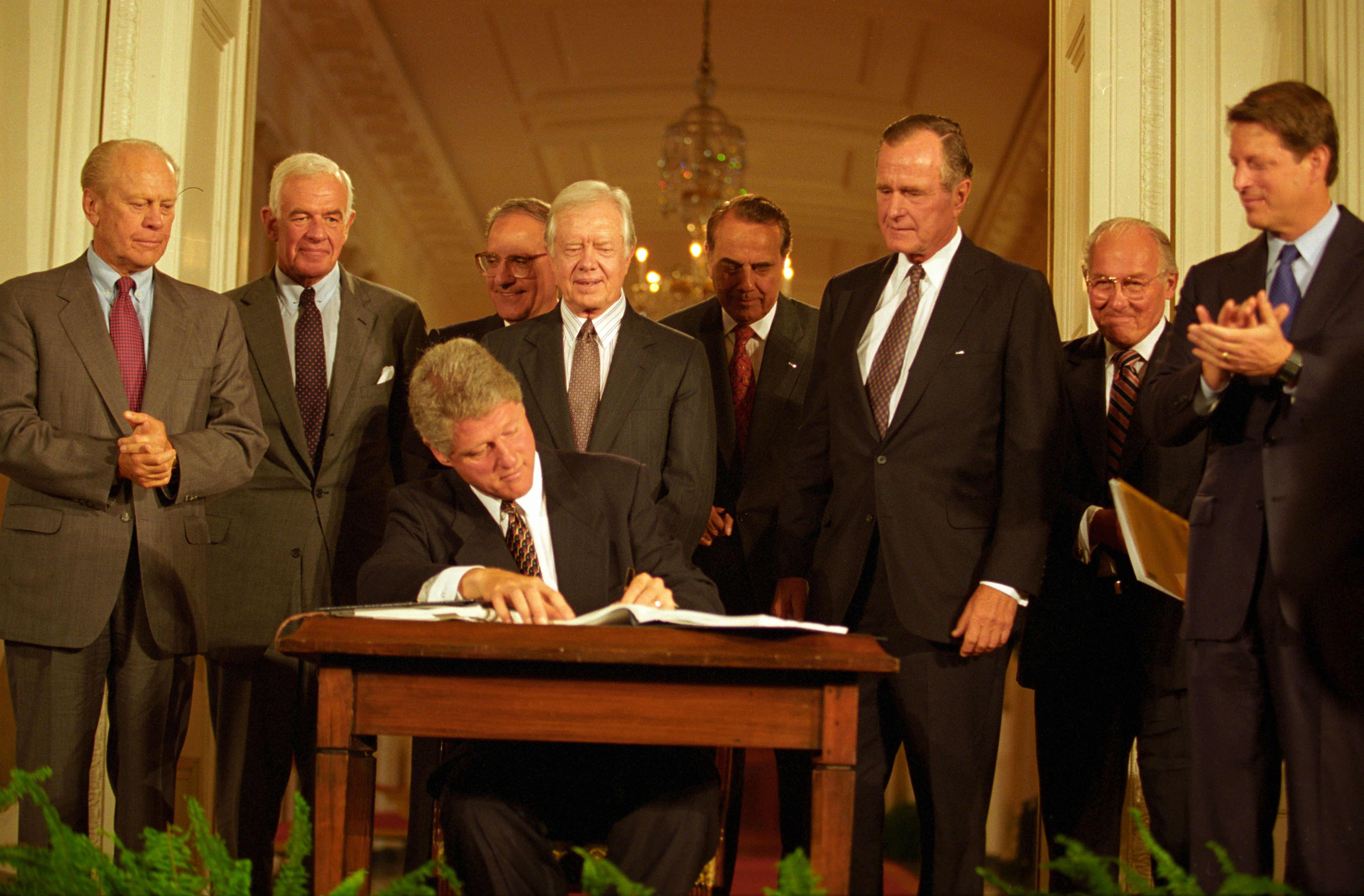
Bill Clinton ratifiant l'accord de libre-échange NAFTA, aux côtés des anciens présidents Ford, Carter et Bush, et le vice président Al Gore.

Enfin, plusieurs raids sont effectués sur l'Irak en punition des violations des sanctions imposées par l'ONU après la guerre du Golfe.
Clinton participe au succès des accords d'Oslo entre les Israéliens et les Palestiniens. Toutefois, il ne parvient pas à faire accepter à Yasser Arafat et à Yitzhak Rabin un plan de paix qui aurait pu mettre fin au conflit.

Il admet qu'il n'a pas réussi à empêcher les massacres du Rwanda. C'est aussi pendant ses mandats que des terroristes liés au mouvement Al-Qaïda tentent de détruire le World Trade Center à New York, détruisent les ambassades américaines au Kenya et en Tanzanie et réussissent à endommager l'USS Cole en escale au Yémen.

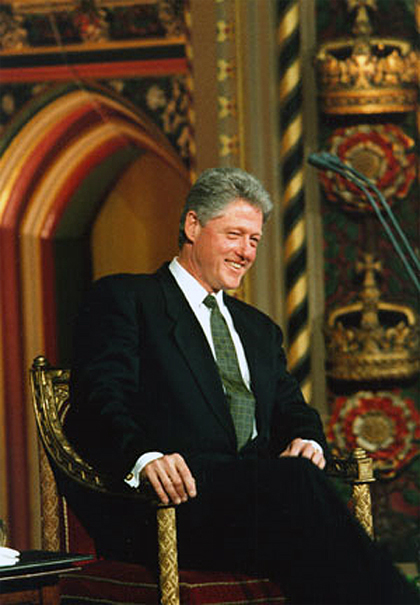
Bill Clinton au Parlement britannique à Londres, le 29 novembre 1995.

Pendant sa présidence, il entretient d'excellentes relations avec le président Jacques Chirac ; ce dernier apporte son soutien à Clinton lors de l'affaire Lewinsky. Les deux présidents restent amis à partir de ce moment-là et s'entendent politiquement dans plusieurs domaines, ce qui explique en partie les relations tendues entre Jacques Chirac et les conservateurs américains dont le successeur de Clinton, George W. Bush.
Il s'engage en faveur de Boris Eltsine lors de l'élection présidentielle russe de 1996. Il intervient auprès du Fonds monétaire international (FMI) afin de faire octroyer à la Russie un prêt de 10,2 milliards de dollars durant la période préélectorale. Des conseillers américains sont également envoyés, sur instruction de la Maison-Blanche, rejoindre l'équipe de campagne du président russe, alors extrêmement impopulaire, pour enseigner de nouvelles techniques de propagande électorale.
Il lance en 1999 le plan Colombie qui vise à soutenir le gouvernement colombien dans sa lutte contre les guérillas communistes, moyennant le versement de 1,6 milliard de dollars sur trois ans à l’armée colombienne. Un amendement vient rapidement souligner la seconde fonction du plan : favoriser les investissements étrangers en « insist[ant] pour que le gouvernement colombien complète les réformes urgentes destinées à ouvrir complètement son économie à l’investissement et au commerce extérieur ».

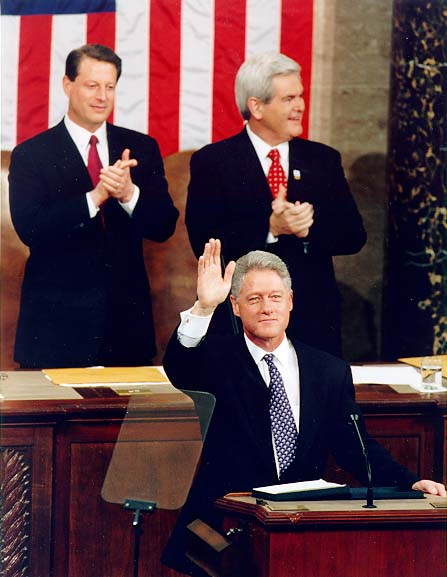
Bill Clinton durant son discours à la Nation devant le Congrès américain, en compagnie du vice-président des États-Unis, Al Gore et du président de la Chambre des Représentants, Newt Gingrich, en 1997.

#### Économie américaine
Aidé par l'engouement des années 1990 pour la technologie, 20,8 millions d'emplois ont été créés dans le secteur privé pendant les huit ans de la présidence de Bill Clinton (1992-2000), record depuis inégalé qui éclipse les 14,7 millions d'emplois créées pendant les huit ans de la présidence de Ronald Reagan.
Conformément au pacte passé avec le président de la Réserve fédérale Alan Greenspan, Clinton équilibre le budget, afin de faire diminuer les taux d'intérêt à long terme, puis dégage des excédents importants lors de ses deux dernières années à la présidence. Il est aidé en cela par l'imposition des plus-values générées par la très forte hausse de Wall Street, la plus forte de l'histoire des bourses de valeurs après celle de la Bourse japonaise au cours de la décennie précédente. La forte croissance contribue aux excédents budgétaires : pendant la double mandature Clinton, les États-Unis bénéficient d’une économie en expansion à un rythme moyen de 4 % par an, comparé au taux moyen de 2,8 % pendant les douze années précédentes.

Le 22 août 1996, à la fin de son premier mandat, Bill Clinton signe le Personal Responsibility and Work Opportunity Act (en) (« loi sur la responsabilité individuelle et le travail »), qui fait suite à deux autres projets de loi du congrès à majorité républicaine pour réformer l'aide sociale auxquels il avait opposé son véto. Selon le sociologue Loïc Wacquant, cette loi « instaure le dispositif social le plus régressif promulgué par un gouvernement démocratique au XXe siècle ».

Bill Clinton avec Jiang Zemin (Washington D.C., 27 octobre 1997).

Le Gramm-Leach-Bliley Act Financial Services Modernization Act de 1999 abroge une partie du Glass-Steagall Act de 1933. Les sénateurs démocrates s'opposent d'abord à ce texte par 44 voix sur 45, mais ils changent de position après que la majorité républicaine a accepté des concessions sur son contenu. Le texte, promulgué par Bill Clinton en 1999, permet la création du conglomérat financier Citigroup. Serge Halimi, directeur du mensuel Le Monde diplomatique, y voit un lien avec la crise des subprimes de 2007 et estime que cette décision « pourrait avoir coûté quelques milliers de milliards de dollars à l'économie mondiale, favorisé l'envol de la dette des États et provoqué la perte de dizaines de millions d'emplois ». L'économiste Paul Krugman estime que cette abrogation était une erreur, mais qu'elle n'est pas la cause de la crise financière.

#### Clinton et l'opinion publique

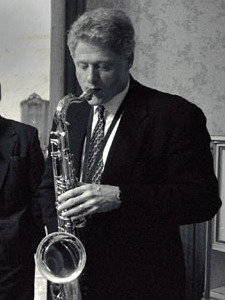
Bill Clinton, jouant du saxophone, en 1994.

Premier président appartenant à la génération de l'après-guerre, Clinton apparaît comme différent de ses prédécesseurs. Il se conduit comme un homme du commun. Le fait qu'il soit souvent client de la chaîne de restauration rapide McDonald's le rend sympathique auprès des couches populaires. Ses options politiques se traduisent par des phrases courtes semblables à des couplets de chansons à la mode et ses détracteurs l'appellent « le président MTV ». Il réussit toutefois à faire voter un grand nombre d'électeurs de la jeune génération, dont beaucoup lui donnent leur voix. Il est aussi très populaire auprès des Afro-Américains qui le considèrent comme l'un d'entre eux : « Sa mère l'a élevé seule, il est né pauvre dans une famille ouvrière, il joue du saxophone et il adore les sandwiches du McDo ». Ils s'amusent souvent à dire qu'il est « le plus noir des présidents » ou encore « plus noir que Barack Obama ». Bill Clinton a terminé son deuxième mandat avec une cote de popularité de 60 %, un score qui avait atteint 73 % au plus fort de l'affaire Monica Lewinsky.
Sa femme Hillary Clinton joue un grand rôle dans son gouvernement et est vivement critiquée. Beaucoup de gens considèrent le couple comme des partenaires politiques et certains pensent même que c'est Hillary qui « porte la culotte ».

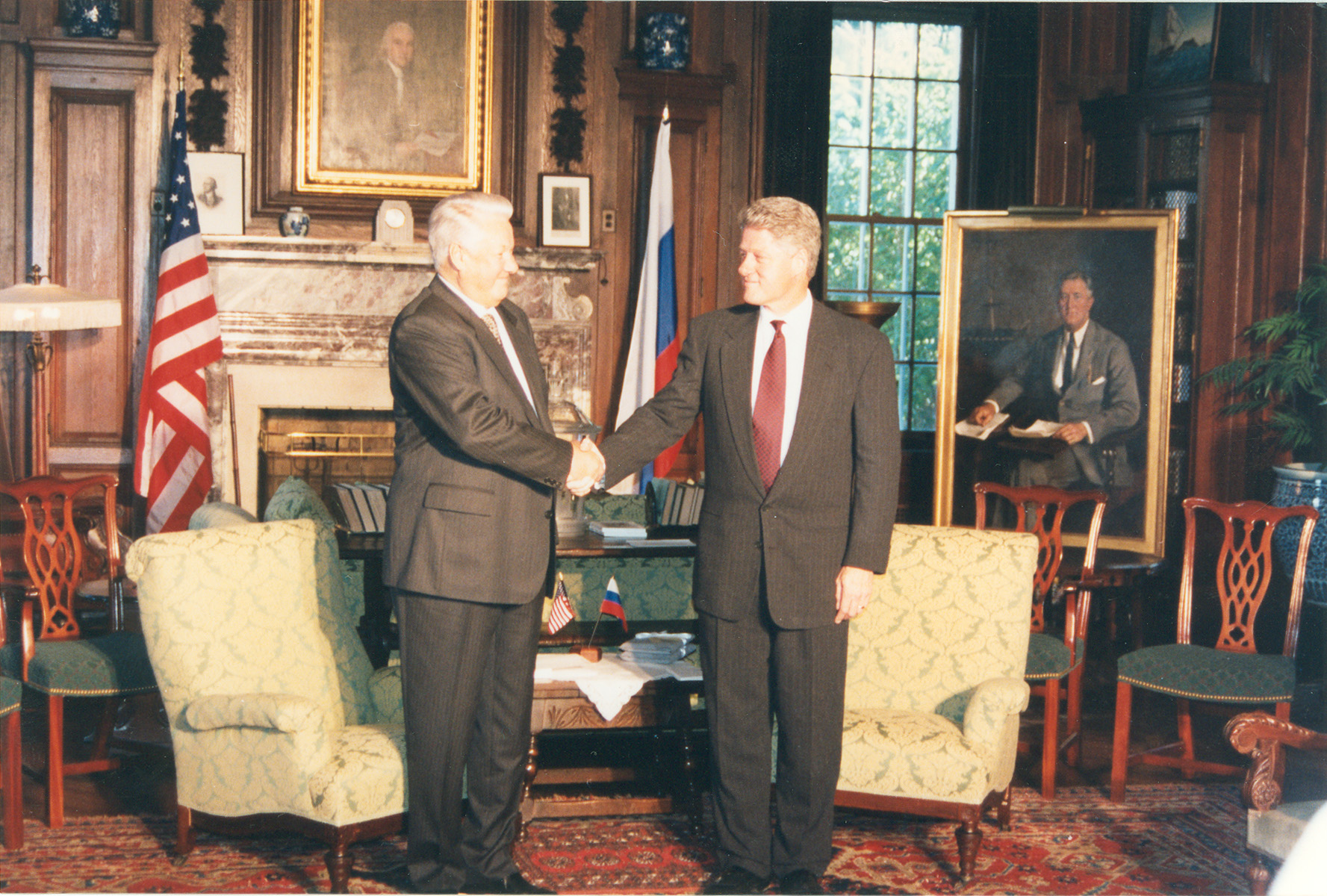
Bill Clinton et Boris Eltsine, le 23 octobre 1995.

La bonne société, conservatrice, a du mal à accepter les frasques de Clinton dans les années 1960, l'ère hippie. Clinton avait réussi à ne pas être appelé sous les drapeaux en allant étudier à l'étranger pendant la guerre du Viêt Nam et, s'il a admis avoir essayé la marijuana, il affirme « ne pas avoir avalé la fumée » Une partie des blancs du sud considèrent aussi que Clinton les a trahis, car s'il appartient à la classe populaire, il a fait des études dans les meilleures universités et a adopté des idées proches de l'anti-conformisme. Il n'est pas conforme au modèle traditionnel des personnalités politiques du sud même si, au même moment, d'autres conservateurs tels que Newt Gingrich, président de la Chambre des représentants, ont à faire face à des accusations similaires à celles de Clinton.

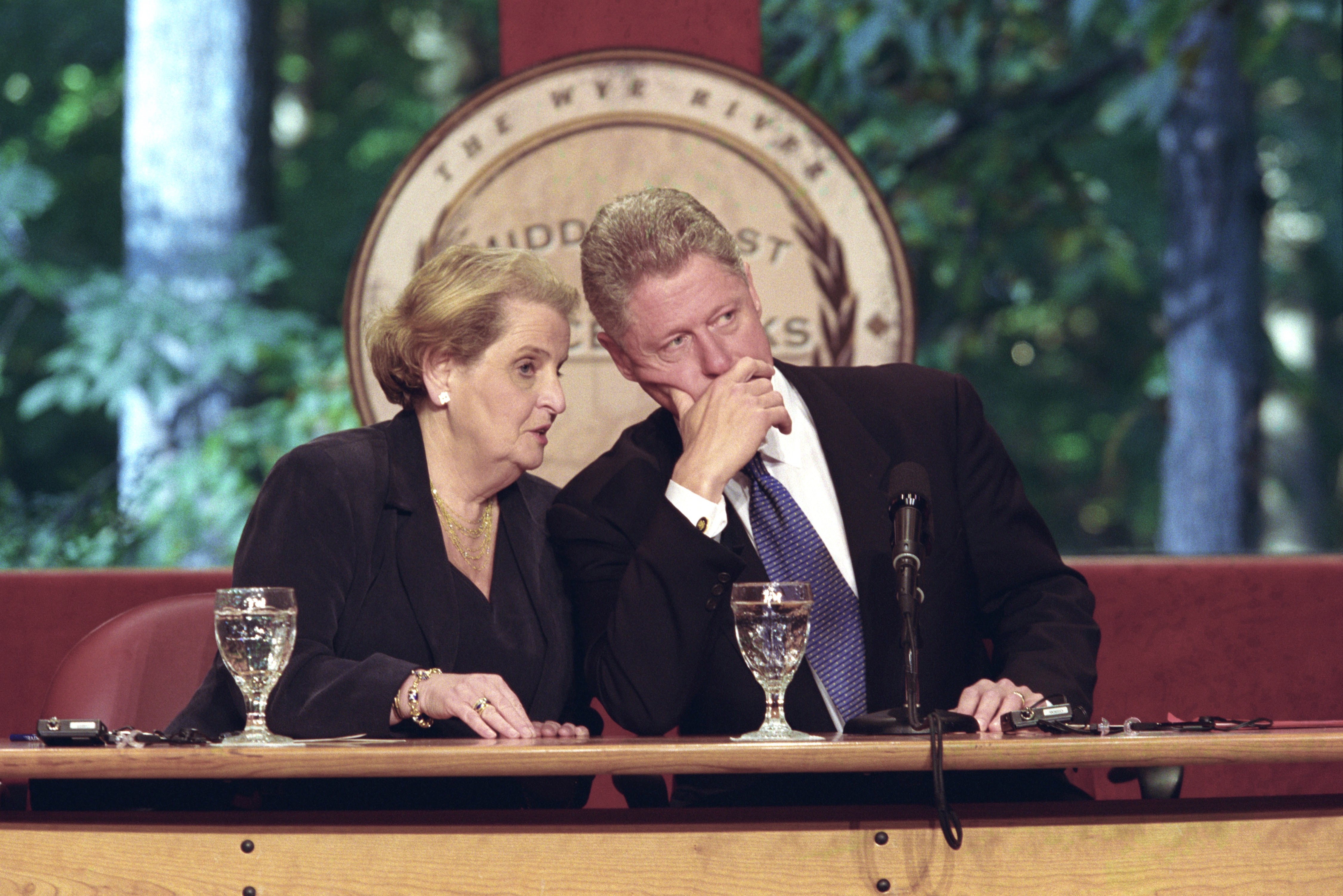
Bill Clinton et la secrétaire d'État Madeleine Albright, le 15 octobre 1998.

Pourtant, le nouveau président se place résolument à droite des démocrates sur les sujets de société, en s'affirmant favorable à la peine de mort, à l'interdiction de laisser les adolescents traîner dans la rue, aux uniformes dans les écoles. Il intensifie aussi la lutte contre la drogue et annonce au début de 1994, un an après sa prise de fonctions, le recrutement de 100 000 policiers supplémentaires. On parle alors de Nouveau Démocrate, ou de triangulation, pour reprendre le concept créé par son conseiller Dick Morris. Ainsi lors du discours de l'État de l'Union de 1994, le président Clinton se prononce en faveur de la prière à l'école. Il en résulte qu'au cours des années 1990, le parti démocrate s'éloigne, dans sa majorité, des quelques représentants de l'aile gauche du parti, comme Ted Kennedy et Howard Dean. Hillary Clinton se recentre aussi politiquement depuis 2004, la gauche américaine étant alors plutôt incarnée par le parti de Ralph Nader.
Dès le début de la campagne électorale de 1992, des rumeurs courent sur les liaisons extraconjugales de Clinton. L'une de ses anciennes collaboratrices, Paula Jones, l'accuse de harcèlement sexuel et d'autres aventures sont rendues publiques, en particulier lorsque l'enregistrement d'une conversation téléphonique entre Monica Lewinsky et Paula Jones révèle que la première affirme avoir pratiqué des fellations alors qu'elle était stagiaire à la Maison-Blanche. En janvier 1998, le président Bill Clinton déclare sous serment qu'il a eu des relations sexuelles avec Gennifer Flowers,.

#### Multiples scandales
Dès le début de sa présidence, Clinton fait face à de nombreuses attaques personnelles de la part de ses adversaires politiques. On l'accuse d'avoir bénéficié de donations illégales pendant sa campagne électorale, en particulier en provenance de la Chine. On ressort des dossiers sur des contrats douteux qu'il aurait passés pendant ses mandats de gouverneur en Arkansas. L'une de ses anciennes collaboratrices, Paula Jones, l'accuse de harcèlement sexuel. Ces accusations sont tellement nombreuses que ses partisans sont persuadés qu'il s'agit d'une conspiration nationale menée par les républicains à des fins purement politiques. C'est lors des interrogatoires lors de ce procès, qui va jusqu'à la Cour suprême en mai 1997, que Clinton fait ses déclarations concernant Monica Lewinsky, une stagiaire de la Maison-Blanche, avec qui il nie avoir eu quelque relation que ce soit, ce qui lui vaudra l'accusation de parjure par le procureur Kenneth Starr. Dans Clinton versus Jones, la Cour juge qu'un président en exercice peut être poursuivi au civil pour des actes commis avant sa prise de fonction et sans rapport avec celle-ci. Sur le fond, Paula Jones perdit toutefois son procès ; en appel, elle passa un accord négocié hors-tribunal avec Clinton en novembre 1998, celui-ci acceptant de lui payer 850 000 dollars contre l'abandon des charges.

#### Procédure de destitution
Le 17 janvier 1998, Bill Clinton, sous serment, nie avoir eu des relations sexuelles avec Monica Lewinsky. Le 17 août, devant le grand jury, il admet une « relation inconvenante », doit expliquer le détail de ses relations avec Monica Lewinsky mais persiste à déclarer qu'il ne s'agissait pas de relations sexuelles : « Je n'ai pas eu de rapports sexuels avec cette femme, Mademoiselle Lewinsky ». (« I did not have sexual relations with that woman, Miss Lewinsky »). Cette phrase restera plus tard célèbre pour sa construction syntaxique avec une véracité à caractère trompeur suivant la définition donnée à « relations sexuelles ». Le lendemain, dans un discours télévisé écrit en grande partie par sa femme et mis en scène par son ami Harry Thomason (en), producteur de télévision, Bill Clinton confesse, le visage défait et la voix rauque, avoir eu une « relation inappropriée avec Mademoiselle Lewinsky » et exprime son « profond remords ». Mais l'accusation de parjure devant le grand jury et d’obstruction de l’instruction permet au Congrès d'entamer une procédure d'impeachment. Les démocrates sont opposés à une destitution et proposent un compromis en censurant (blâme) le président, sans succès, la Chambre entame la procédure,. Le vote est strictement politique et suit les lignes partisanes, beaucoup de sénateurs et de représentants rendant publique leur intention de vote avant que le procès ait lieu. Le 19 décembre 1998, les républicains votent pour la destitution et les démocrates contre (accusé de parjure par 228 voix contre 206, et d'obstruction par 221 voix face à 212). En janvier 1999, il passe en procès devant le Sénat, mais la condamnation d'impeachment n'est pas votée par la majorité requise des deux-tiers. Des sénateurs républicains refusent de voter pour la destitution de Clinton, jugée politique.

#### Fin de présidence

Bill Clinton avec Jacques Chirac au palais de l'Élysée le 17 juin 1999.

À la fin de son mandat, son innocence sera déclarée dans plusieurs affaires, notamment sur des contrats passés lorsqu'il était gouverneur. De plus, il était accusé d'avoir encouragé plusieurs personnes à mentir sous serment ; son innocence a toutefois été prouvée.
Lors de l’élection présidentielle de novembre 2000, son vice-président Al Gore est candidat face au républicain George W. Bush. Après une longue campagne tendue, marquée par un imbroglio sur le décompte des voix en Floride, George W. Bush est élu président. Bill Clinton prononce son discours d’adieu au soir du 19 janvier 2001, depuis la Maison-Blanche. Le 20 janvier 2001, le républicain George W. Bush prête serment devant le Capitole et devient le 43e président des États-Unis, mettant ainsi fin à la présidence Clinton.

## Après la Maison-Blanche

### Conférencier et mémoires
Comme beaucoup d’anciens présidents, Clinton, après son mandat, est devenu un conférencier recherché ; ses interventions lui auraient rapporté plus de 100 millions de dollars (de 200 000 à 475 000 dollars par conférence) depuis qu'il a quitté la Maison-Blanche. Il discourt sur les problèmes politiques d’actualité et il a soutenu la candidature de sa femme au siège de sénateur de l’État de New-York en ouvrant son bureau à Harlem, le quartier noir de Manhattan.

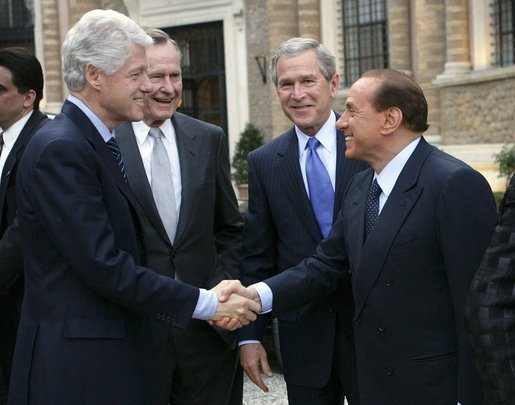
Le 7 avril 2005 à Rome, les anciens présidents Bill Clinton et George Bush « père » en compagnie du président en exercice George W. Bush et du Premier ministre italien Silvio Berlusconi, à l'issue des funérailles du pape Jean-Paul II.

En juin 2004, Clinton publie ses mémoires dans un livre intitulé Ma vie. Ce livre reste longtemps en tête des meilleures ventes, lui rapportant au total 12 millions de dollars.

### Soutien à John Kerry en 2004
Le 26 juillet 2004, il s’adresse à la Convention nationale du Parti démocrate, pour la cinquième fois de suite, en soutien du candidat John Kerry. De nombreux critiques considèrent son discours comme l’un des meilleurs. Il y critique le candidat républicain George W. Bush en ces termes « l’utilisation de la force et de l’intelligence ne sont pas forcément exclusives l’une de l’autre ».
En septembre 2004, pendant la campagne électorale, il subit une intervention à cœur ouvert et les chirurgiens affirment qu’il aurait subi une attaque cardiaque majeure à brève échéance s’il n’avait pas été opéré.

### Émissaire spécial de l'ONU

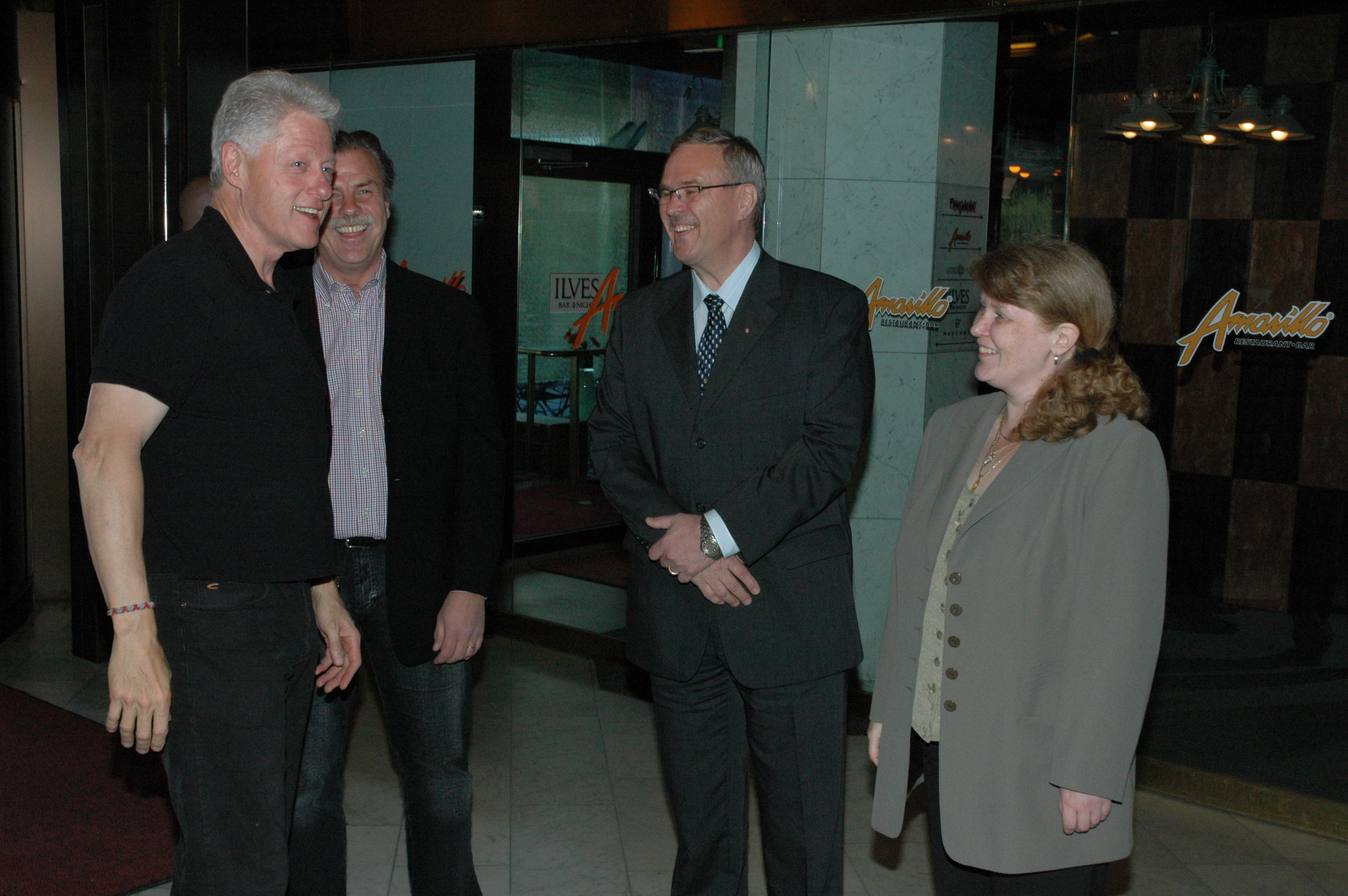
Bill Clinton à l'Hôtel Ilves de Tampere (Finlande) en 2006.

Peu de temps après le tremblement de terre du 26 décembre 2004, il est nommé émissaire spécial de l'ONU pour l'aide humanitaire aux pays frappés par les raz de marée.
Depuis la fin de sa présidence, Clinton dirige la Fondation Clinton et préside la Clinton Global Initiative, une ONG vouée à combattre la pauvreté en Afrique, le paludisme et le sida.
En dix ans, la Fondation Clinton a levé plus de 500 millions de dollars, grâce à des donations provenant essentiellement de contributeurs étrangers, notamment de la famille royale saoudienne, du roi du Maroc et de plusieurs monarchies pétrolières du Moyen-Orient. La Fondation a cependant été critiquée pour son manque de transparence. En novembre 2008, alors que le nouveau président élu Barack Obama envisage de nommer Hillary Clinton à un poste de son administration, l’équipe de transition doit s’assurer que les activités lucratives de son mari ne présentent pas un conflit d'intérêts. Par ailleurs, l'ancien président siège au conseil d'administration de plusieurs entreprises et est également associé à un fonds d'investissement qui gère des avoirs de Dubaï et place des capitaux en Chine.

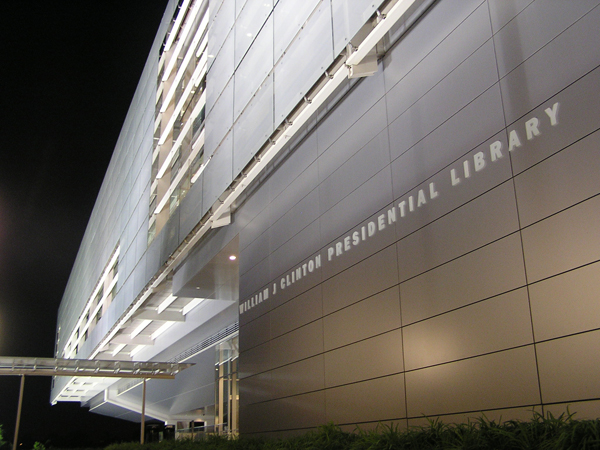
La William Jefferson Clinton library à Little Rock.

Bill Clinton a en outre érigé, à Little Rock, la William J. Clinton Presidential Center and Park pour 500 millions de dollars comprenant une bibliothèque présidentielle, les locaux de sa Fondation Clinton et la Clinton School of Public Service, école rattachée à l'université de l'Arkansas.
Les rumeurs continuent à courir sur son futur politique. Certains le voient au poste de secrétaire général des Nations unies comme successeur de Kofi Annan. Le 8 janvier 2009, il participe au déjeuner réunissant à la Maison-Blanche tous les présidents des États-Unis encore vivants : George H. W. Bush, Barack Obama (président élu), George W. Bush (président en exercice) et Jimmy Carter.
Il est nommé émissaire spécial des Nations unies pour Haïti après le séisme qui a ravagé le pays le 12 janvier 2010, faisant plus de 200 000 morts, par le secrétaire général Ban Ki-moon. L’ancien président américain est chargé d'attirer l’attention du monde sur ce pays, le plus pauvre du continent américain. Le 11 février 2010, il subit à New York une seconde intervention cardiaque : une angioplastie d'une artère coronaire.

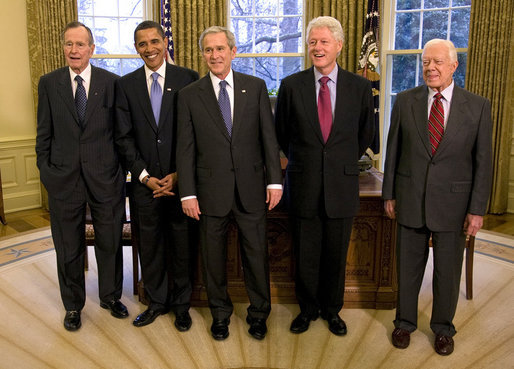
Le 8 janvier 2009 à la Maison-Blanche dans le Bureau ovale, autour du président en fin de mandat George W. Bush et du futur président Barack Obama, rencontre avec les anciens présidents encore vivants : George Bush « père » (à gauche), Bill Clinton et Jimmy Carter (à droite).

### Prises de positions et soutiens
Il est venu soutenir Barack Obama à la Convention démocrate du 6 septembre 2012, où il reçoit une longue ovation, en insistant sur le thème central de l'emploi et déclarant que si « la Maison-Blanche a été occupée durant 28 ans par un républicain, et 24 ans par un démocrate » depuis 1961, le bilan de très long terme est favorable à ces derniers, avec 24 millions d'emplois créés sous les républicains et 42 millions sous les démocrates. Les plus grands médias américains, comme CNN, CBS et l'Associated Press et Bloomberg s'empressent de lancer une vérification, et doivent constater que l'ex-président dit vrai, son propre mandat ayant en particulier permis la création d'environ 22,5 millions d'emplois. Selon le site officiel de la Maison-Blanche, c'est un record.

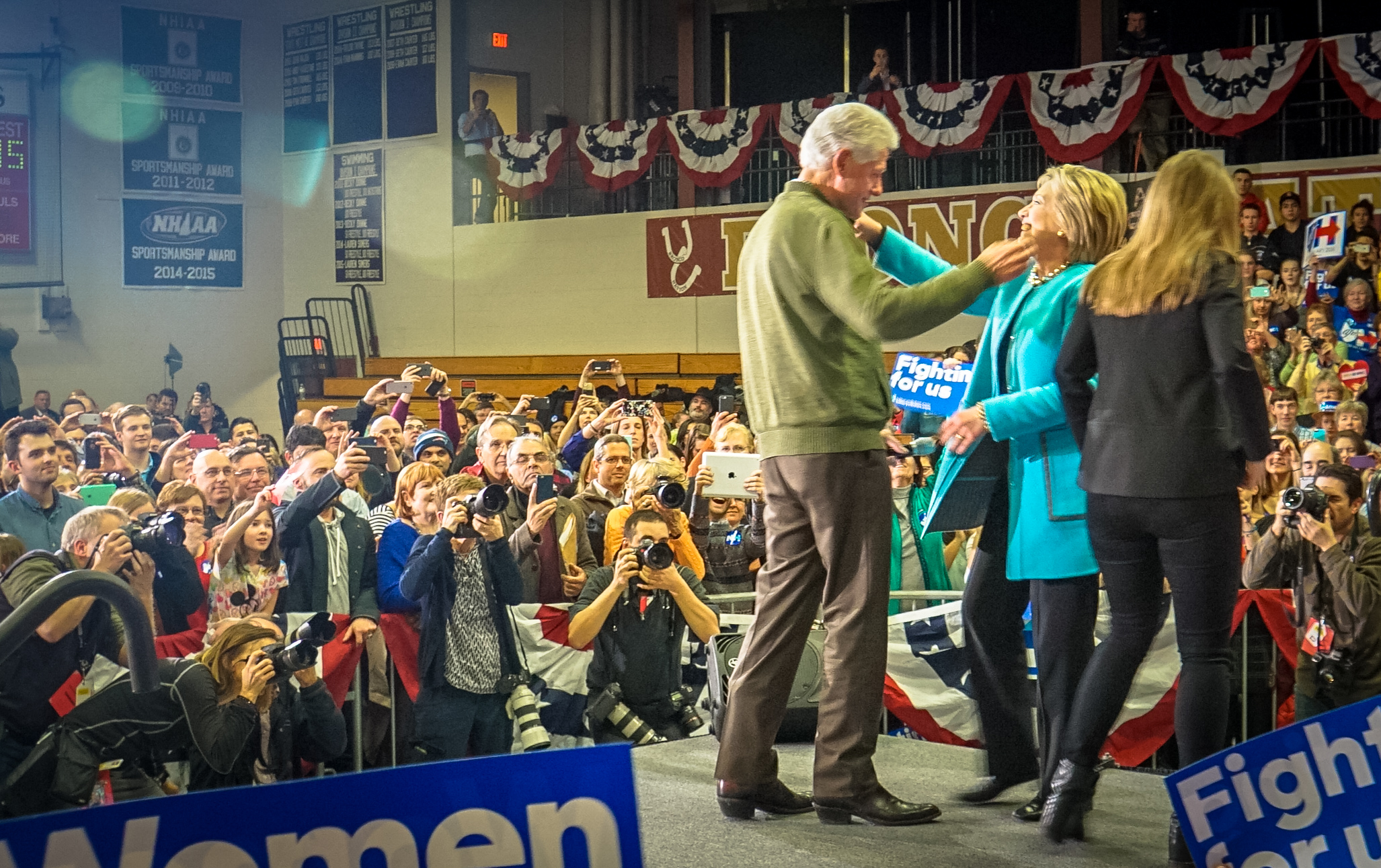
Hillary Clinton en campagne pour la présidence, en 2016.

Alors que sa femme Hillary Clinton avait échoué à obtenir la nomination du Parti démocrate pour la présidence des États-Unis en 2008, elle l'obtient huit ans plus tard face à Bernie Sanders. Bill Clinton et leur fille Chelsea font campagne avec elle, mais elle perd le 8 novembre 2016 face au républicain Donald Trump.
En 2018 et 2019, Bill et Hillary Clinton participent à une tournée conférences à travers le continent nord-américain, entrevues appelées « An Evening with the Clintons » (Une soirée avec les Clinton).

### Accusations et scandales sexuels
Dans le cadre des révélations suivant l'affaire Harvey Weinstein, plusieurs victimes de Bill Clinton – notamment Juanita Broaddrick, Kathleen Willey et Paula Jones –, témoignent à nouveau des agressions qu'elles ont subies. Le 21 novembre 2017, la presse annonce que quatre femmes ont introduit de nouvelles plaintes pour agressions sexuelles à charge de Bill Clinton.
Il entretient des relations avec Jeffrey Epstein (il a reçu de sa part des millions de dollars pour sa fondation humanitaire, ainsi que des financements pour la campagne sénatoriale de sa femme Hillary). Les dossiers de vol de Bill Clinton publiés en 2015 suggèrent que celui-ci a effectué au moins une douzaine de vols distincts à bord de l'avion de Jeffrey Epstein, souvent accompagné de jeunes filles mineures.

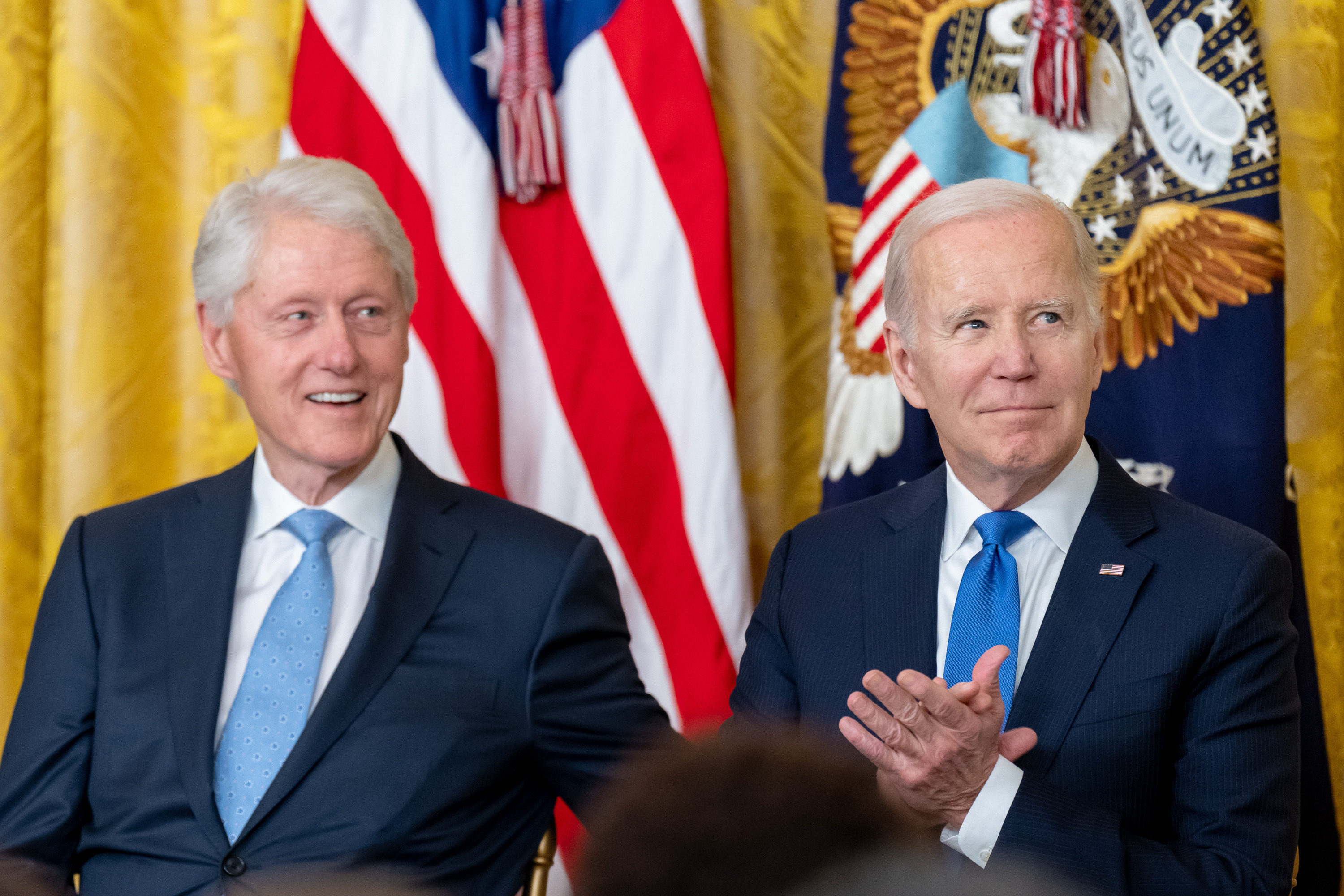
Bill Clinton, aux côtés du président Joe Biden, à la Maison-Blanche, en février 2023.

En août 2019, un tableau de l'artiste Petrina Ryan-Kleid, titré Parsing Bill, est retrouvé aux murs du domicile à Manhattan du prédateur sexuel Jeffrey Epstein, mort en prison quelques jours plus tôt. Le tableau représente Bill Clinton en robe du soir bleue et talons hauts rouges, assis dans un fauteuil du Bureau ovale ; l'artiste, qui avait peint un tableau de George W. Bush jouant avec des avions en papier dans le même bureau, se dit surprise que le milliardaire ait accroché son œuvre au mur.

## Vie privée
À l’âge de 10 ans, il est baptisé à l’église baptiste Park Place d’Hot Springs (Arkansas) . Sa foi s’est refroidie durant ses études universitaires. En 1980, après avoir participé à un pèlerinage en Israël dirigé par le pasteur W. O. Vaught, il est devenu membre de son église, l'Immanuel Baptist Church Little Rock. Lorsqu’il est devenu président en 1993, il est devenu membre de la Foundry United Methodist Church à Washington, D.C. avec sa femme, de confession méthodiste.
En 1975, il se marie avec Hillary Rodham, secrétaire d'État des États-Unis de 2009 à 2013 et candidate démocrate à la présidence en 2016, qu'il rencontre pendant ses études à Yale. Ils ont une fille unique, Chelsea Clinton.
À la suite de ses problèmes de santé (des opérations à cœur ouvert en 2004 pour un quadruple pontage coronarien puis 2010), Bill Clinton adopte un régime alimentaire faible en produit d'origine animale,, mais en consommant du saumon et des œufs environ une fois par semaine,.

## Honneurs

### Décorations américaines

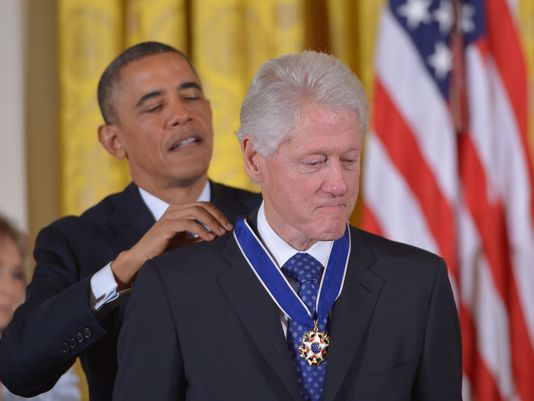
Bill Clinton recevant de la main du président Barack Obama les insignes de la Première classe de la Médaille présidentielle de la Liberté (Maison-Blanche, le 20 novembre 2013).

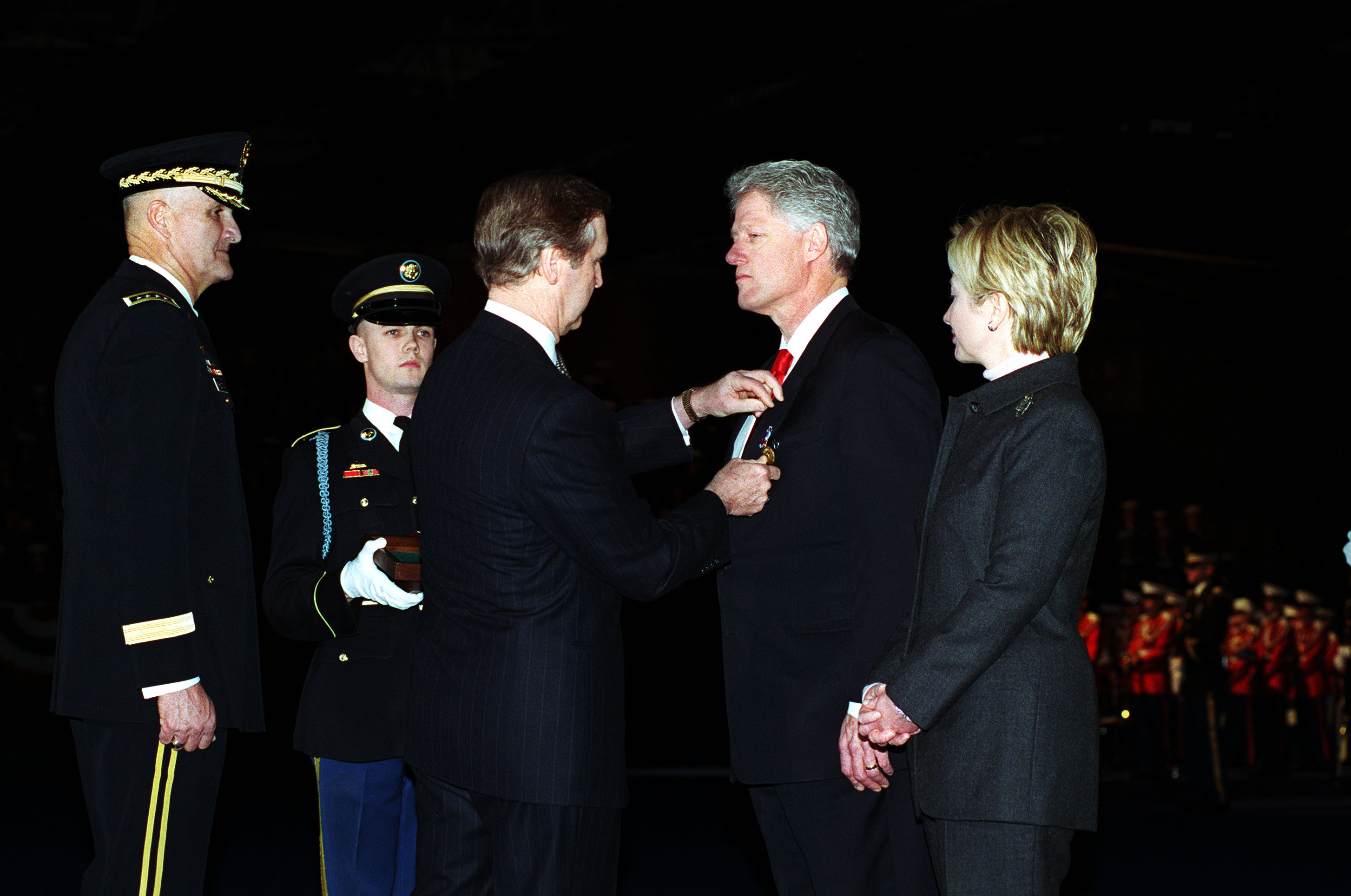
William Cohen décorant Bill Clinton du (le 5 janvier 2001).

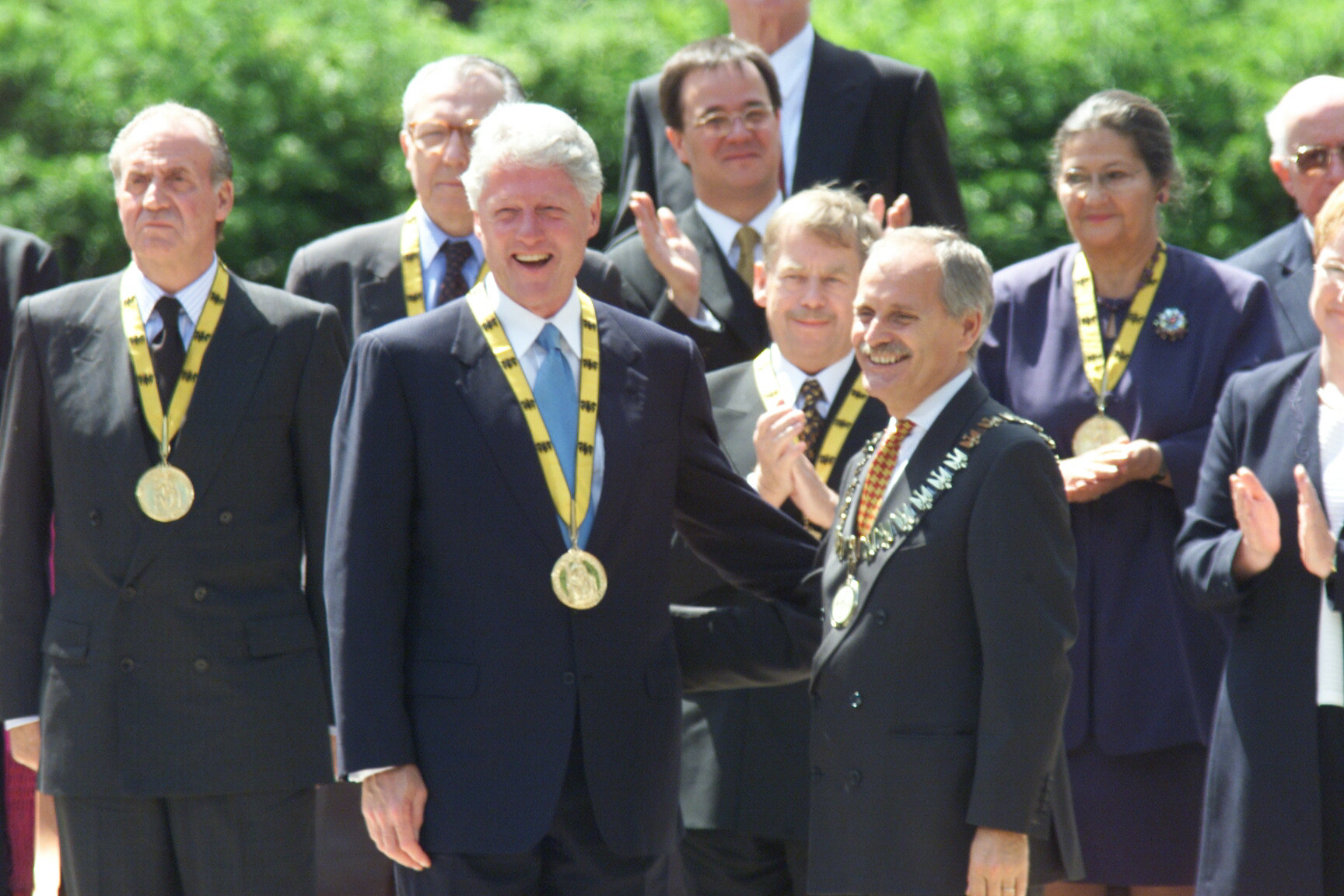
Bill Clinton recevant le Prix international Charlemagne d'Aix-la-Chapelle (en 2000).

- Médaille présidentielle de la Liberté[65],[66]
- Ellis Island Medal of Honor (en)
- Department of Defense Medal for Distinguished Public Service (en), 1re classe
- Médaille de la liberté de Philadelphie

### Décorations étrangères
- Grand-croix de l'ordre de Bonne Espérance, Afrique du Sud[67]
- Grand cordon de l'ordre de l'Étoile de reconnaissance pour les réalisations publiques, Albanie[68]
- Grand collier de l'ordre du roi Abdelaziz, Arabie saoudite[69]
- Grand-croix de l'ordre de la Croix de Terra Mariana, Estonie
- Grand collier de l'ordre de la Victoire de Saint-Georges (en), Géorgie
- Grand-croix de l’ordre national Honneur et Mérite, Haïti[70]
- Médaille du Président, Israël[71]
- Médaille de l'ordre de la liberté, Kosovo[72],[73]
- Grand collier de l'ordre de Mubarak le Grand (en), Koweït[74]
- Grand cordon de l'ordre de Moshoeshoe, Lesotho[75]
- Commandeur grand-croix de l'ordre des Trois Étoiles, Lettonie
- Grand compagnon de l'ordre de Logohu, Papouasie-Nouvelle-Guinée[76]
- Première classe de l'ordre du Lion blanc, Tchéquie[77]
- Première classe de l'ordre de Tomáš Garrigue Masaryk (en), Tchéquie[78]
- Grand collier de l'ordre de la République, Turquie[79]

### Docteurhonoris causa

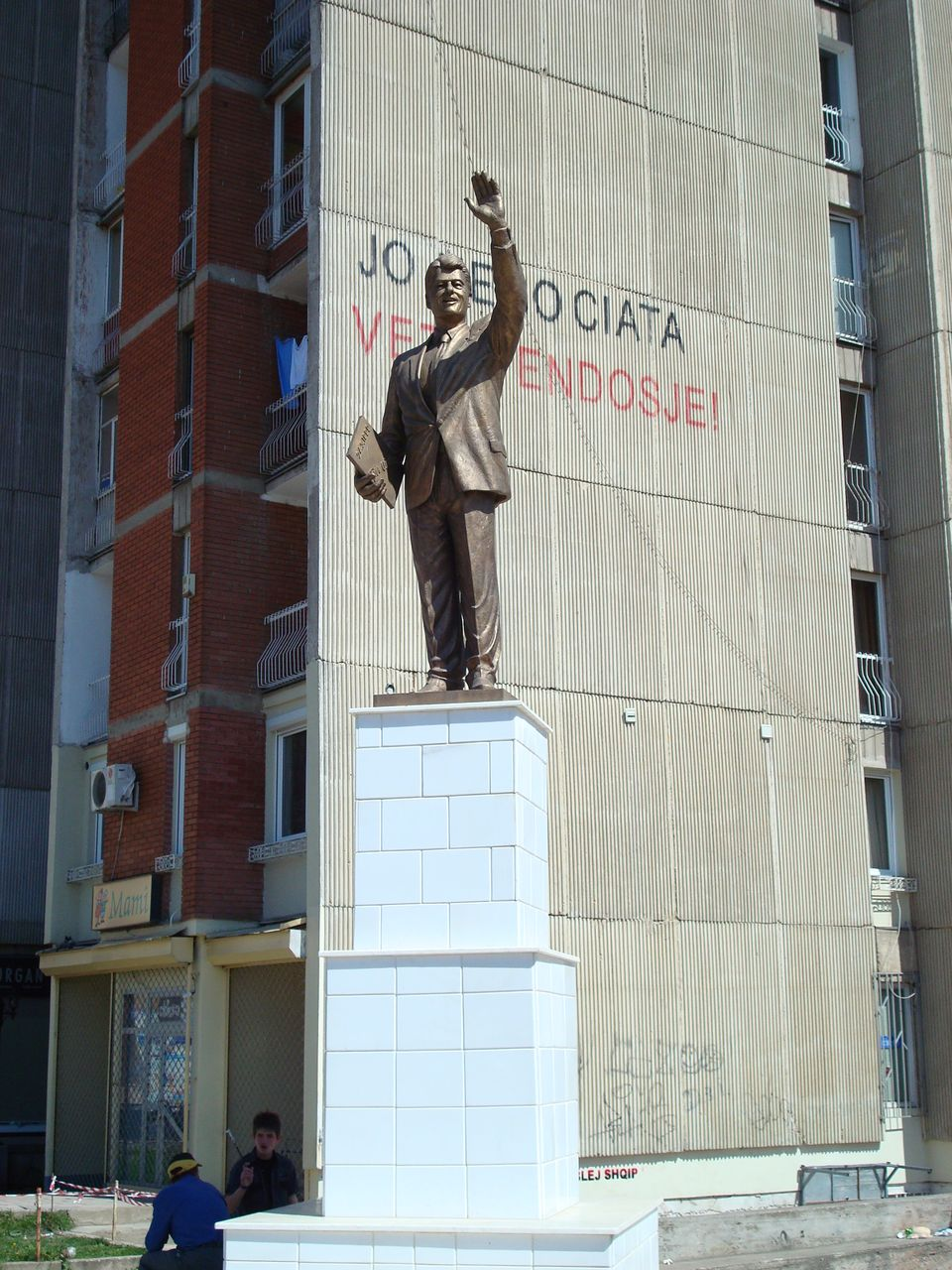
Statue de Bill Clinton, sur le boulevard Bill-Clinton à Pristina (Kosovo).

Plusieurs universités lui ont décerné un doctorat honoris causa, dont :
- L'université de Pristina (2003)
- L'université du Michigan (2006)[80]
- L'université Pace (2006)[81]
- L'université Tulane (2006)[82]
- Le Knox College (2007)[83]
- L'université de Hong Kong (2008)[84]
- L'université McGill (2009)[85]
- L'université méditerranéenne (en) (2011)[86]
- L'université du centre de la Floride (2013)[87]
- L'université d'Édimbourg (2013)[88]
- L'université de Liverpool (2014)[89]
- L'université de New York Abou Dabi (en) (2014)[90]
- L'université Loyola Marymount (2016)[91]
- L'université Saint-Francis-Xavier (2017)[92]
- L'université de Haïfa (2022)[93]

### Distinctions
- Prix international Charlemagne d'Aix-la-Chapelle (2000).
- Prix des quatre libertés de Roosevelt (2005).
- Un boulevard porte son nom à Pristina (Kosovo).
- Bill Clinton a été ambassadeur du Postcode Lottery Group.

## Publications
- Ma vie, Paris, Odile Jacob, 2004
- Donner : Comment chacun de nous peut changer le monde, Paris, Odile Jacob, 2007
- Remettons-nous au travail, Paris, Odile Jacob, 2012
- Le Président a disparu (avec James Patterson), Paris, JC Lattès, 2018[94]
- La Fille du président (avec James Patterson), Paris, JC Lattès, 2021
- Citizen: My Life After the White House, New York, Alfred A. Knopf, 2024[95]
- Le Premier Gentleman (avec James Patterson), Paris, JC Lattès, 2025

## Filmographie
Il est évoqué dans Primary Colors. Il apparaît dans Shine a Light.
Il est parodié dans Les Simpson.